# Xandrames recondita
Xandrames recondita är en fjärilsart som beskrevs av Inoue 1982. Xandrames recondita ingår i släktet Xandrames och familjen mätare. Inga underarter finns listade i Catalogue of Life.